# Kutafja

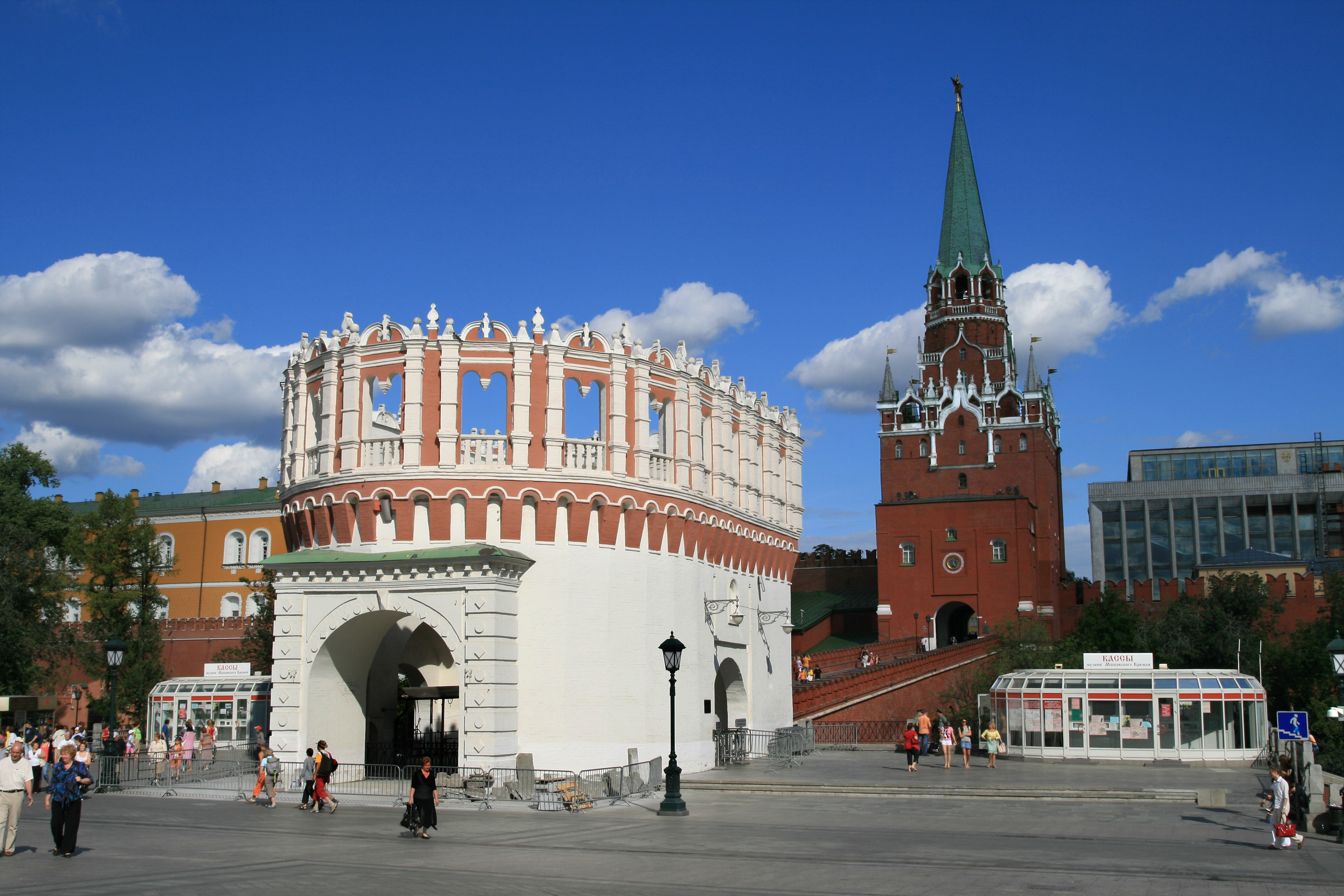
Kutafja

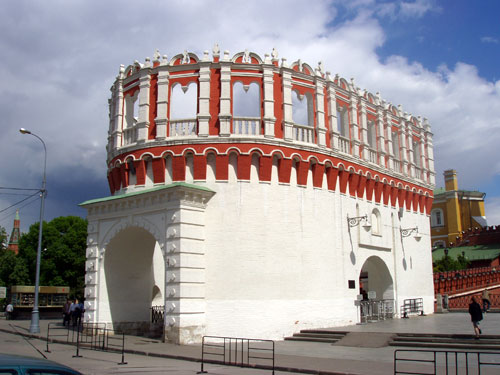
Kutafja

Kutafja (russisch Кутафья) ist eine  Barbakane, die einen Teil der Befestigungsanlagen des Moskauer Kreml darstellt.
Die Kutafja befindet sich an der Maneschnaja-Straße, als Verlängerung der Moskauer Troizki-Brücke (nicht verwechseln mit der gleichnamigen Troizki-Brücke über dem Newa-Strom in Sankt Petersburg), auf der Achse des Troizki-Turmes, über dem Festungsgraben und dem seit 1819 unterirdischen Neglinnaja-Nebenfluss des Moskwa-Flusses, unweit der Südfassade der klassizistischen Moskauer Manege.
Die Barbakane wurde 1516 vom Mailändischen Architekten Aloisio da Milano (russisch Алевиз Фрязин, Alewis Frjasin) errichtet. Der Zugang zum Kreml erfolgte durch eine Zugbrücke, die im Falle einer Belagerung gehoben wurde. Das Gebäude war mit Schießscharten und Maschikuli ausgestattet. Der Innenraum besaß seit dem 18. Jahrhundert weder ein Gewölbe noch eine Decke.
Das Gebäude ist 15,5 Meter breit und 22 Meter lang, liegt in einer Entfernung von 104 Meter von der Troizki-Turmdurchfahrt. Die Höhe betrug einst 18 Meter über der Erdoberfläche, heute nur 13,5 Meter.
Im 16. und 17. Jahrhundert waren die Gewässer des Neglinnaja-Flusses so aufgestaut, dass die Kutafja von allen Seiten mit Wasser umgeben war.
1685 wurden die Wände der Barbakane mit einer dekorativen steinernen Attika gekrönt.
Der Name „Kutafja“ wird entweder mit dem Wort „Kut“ – Versteck, Ecke oder mit dem Begriff eines plumpen, schwerfälligen Weibes verbunden.